# AVN награда за изпълнителка на годината
AVN наградата за изпълнителка на годината (на английски: AVN Award Female Performer of the Year) се връчва на най-добре представилата се порнографска актриса през предходната година. Връчва се заедно с останалите награди на AVN на церемонията, провеждана ежегодно в Лас Вегас, щата Невада, САЩ. Счита се за най-престижната награда в областта на порнографията.
За първи път категорията жена изпълнител на годината присъства на наградите на AVN през 1993 г. и първата носителка на наградата е Ашлин Гиър.
Тори Блек е единствената актриса, която е печелила повече от веднъж в тази категория, като тя става носителка на наградата в две поредни години – през 2010 и 2011 г.

## 1993 – 1999
| Година | Носителка     | Номинирани |
| ------ | ------------- | --- |
| 1993   | Ашлин Гиър    | |
| 1994   | Деби Даймънд  | |
| 1995   | Ейжа Карера   | Тами Ан, Ариана, Кейтлин Ашли, Мисти Рейн, Шейн                                                                                  |
| 1996   | Кейтлин Ашли  | |
| 1997   | Миси          | |
| 1998   | Стефани Суифт | |
| 1999   | Клоуи         | Джони Блек, Ейжа Карера, Роксан Хол, Алиша Клас, Джил Кели, Мидори, Моча, Тифани Минкс, Силвия Сейнт, Серенити, Стейси Валънтайн |

## 2000 – 2009
| Година | Носителка | Номинирани |
| ------ | --------- | --- |
| 2000   |           | Клоуи, Сабрина Джонсън, Моник, Алиша Клас, Серенити, Рейлин, Александра Силк, Стефани Суифт |
| 2001   |           | Джесика Дарлин, Дий, Шелби Мин, Ейва Винсънт, Моник, Серенити, Кристи Мист, Александра Куин, Инари Веш, Бриджит Керков, Сидни Стийл                                                                      |
| 2002   |           | Ейва Винсънт, Джул Де'Найл, Клоуи, Моник, Серенити, Тейлър Ст. Клеър, Бриджит Керков, Сидни Стийл |
| 2003   |           | Беладона, Джул Де'Найл, Джесика Дрейк, Никита Денис, Обсешън, Джуди Мур, Никол Шеридан, Оливия Сейнт, Венус, Бриана Банкс, Ейприл Флауърс, Кейли Кокс, Мишел Рейвън, Тейлър Ст. Клеър, Сидни Стийл       |
| 2004   |           | Беладона, Савана Семсън, Сънрайс Адамс, Джесика Дарлин, Бриджит Керков, Оливия Дел Рио, Тейлър Рейн, Джина Лин, Девин Лейн, Ашли Лонг, Кармен Лувана, Моник, Аурора Сноу                                 |
| 2005   |           | Савана Семсън, Джесика Дрейк, Ашли Блу, Синди Крофорд, Катя Касин, Тейлър Рейн, Джина Лин, Венус, Катрина Крейвън, Джули Найт, Джейна Осо, Сайтърия, Ариана Джоли, Алисия Роудс                          |
| 2006   |           | Беладона, Рокси Жизел, Бритни Скай, Миси Монро, Флауър Туци, Тейлър Рейн, Джейда Файър, Венус, Лорън Финикс, Джия Палома, Мелиса Лорен, Дилан Лорън, Ариана Джоли, Кармела Бинг, Сандра Ромейн           |
| 2007   |           | Беладона, Съни Лейн, Джасмин Бърн, Рокси Жизел, Кинзи Кенър, Джена Хейз, Тори Лейн, Шай Лов, Мари Лъв, Сандра Ромейн, Сатива Роуз, Флауър Туци, Кимбърли Кейн, Джейда Файър                              |
| 2008   |           | Джена Хейз, Джеси Джейн, Съни Лейн, Саша Грей, Ребека Линарес, Моник Алекзандър, Кортни Къмз, Сторми Даниълс, Джейда Файър, Ейми Рейд, Бриана Лов, Кърстен Прайс, Анет Шварц, Савана Семсън, Хилари Скот |
| 2009   |           | Беладона, Съни Леоне, Джени Хендрикс, Боби Стар, Ребека Линарес, Ашлин Брук, Джеси Джейн, Джианна Майкълс, Кейдън Крос, Съни Лейн, Саша Грей, Алексис Тексас, Мари Лъв, Джесика Дрейк, Рокси ДиВайл      |

## 2010–
| Година | Носителка | Номинирани |
| ------ | --- | --- |
| 2010   | | Беладона, Ашлин Брук, Лекси Бел, Дейна Диармонд, Джена Хейз, Джеси Джейн, Амбър Рейн, Кейдън Крос, Чейс Еванс, Кристина Роуз, Ан Мари Риос, Боби Стар, Ники Роудс, Мисти Стоун                                                                                       |
| 2011   | Аса Акира, Моник Алекзандър, Лекси Бел, Джена Хейз, Кагни Лин Картър, Кимбърли Кейн, Кейдън Крос, Фей Рейган, Кристина Роуз, Анди Сан Димас, Боби Стар, Райли Стийл, Мисти Стоун, Алексис Тексас | |
| 2012   | | Аса Акира, Лекси Бел, Дейна Диармонд, Грейси Глам, Али Хейз, Джеси Джейн, Кагни Лин Картър, Кимбърли Кейн, Кейдън Крос, Лили Лейбоу, Финикс Мари, Шанел Престън, Кристина Роуз, Анди Сан Димас, Алексис Тексас                                                       |
| 2013   | | Боби Стар, Лекси Бел, Дейна Диармонд, Грейси Глам, Джеси Андрюс, Али Хейз, Лили Картър, Скин Даймънд, Кейдън Крос, Лили Лейбоу, Шанел Престън, Кристина Роуз, Анди Сан Димас, Мисти Стоун, Алексис Тексас, Бруклин Лий, Ева Анджелина, Саманта Сейнт, Джейда Стивънс |
| 2014   | | Аса Акира, Аника Олбрайт, Бейли Блу, Дейна Диармонд, Дани Даниълс, Али Хейз, Реми Лакроа, Мади О'Райли, Шанел Престън, Райли Рийд, Скин Даймънд, Шийна Шоу, Саманта Сейнт, Джейда Стивънс                                                                            |
| 2015   | | Дани Даниълс, Мади О'Райли, Шанел Престън, Райли Рийд, Скин Даймънд, Ей Джей Апългейт, Адриана Чечик, Верука Джеймс, Зои Монро, Роми Rейн, Бони Ротън, Далия Скай, Джейда Стивънс, Джоди Тейлър                                                                      |
| 2016   | | Дани Даниълс, Мади О'Райли, Аника Олбрайт, Клейо Валънтайн, Огъст Еймс, Ей Джей Апългейт, Адриана Чечик, Ева Ловия, Кийша Грей, Роми Rейн, Ейдра Фокс, Картър Круз, Джилиън Дженсън, Вики Чейс                                                                       |
| 2017   | | Вероника Родригес, Абела Дейнджър, Аника Олбрайт, Катрина Джейд, Огъст Еймс, Ей Джей Апългейт, Меган Рейн, Сара Лъв, Кийша Грей, Райли Рийд, Ейдра Фокс, Шанел Харт, Джилиън Дженсън, Вики Чейс                                                                      |
| 2018   | | Абела Дейнджър, Адриана Чечик, Айдра Фокс, Джеса Роудс, Джина Валентина, Ева Ловия, Елза Джийн, Катрина Джейд, Кийша Грей, Лана Роадс, Наталия Стар, Огъст Еймс, Райли Рийд, Холи Хендрикс                                                                           |